# Віктор Звунка
Віктор Звунка (фр. Victor Zvunka, нар. 15 листопада 1951, Ле-Бан-Сен-Мартен) — французький футболіст, що грав на позиції захисника, зокрема за «Марсель» і національну збірну Франції. По завершенні ігрової кар'єри — тренер.

## Клубна кар'єра
У дорослому футболі дебютував 1970 року виступами за команду «Мец», в якій провів три сезони, взявши участь у 43 матчах чемпіонату. 
Пивернув увагу представників тренерського штабу клубу «Марсель», до складу якого приєднався 1973 року. Відіграв за команду з Марселя наступні вісім сезонів своєї ігрової кар'єри. Більшість часу, проведеного у складі «Марселя», був основним гравцем захисту команди. 1976 року ставав у його складі володарем Кубка Франції.
Згодом у першій половині 1980-х провів по два сезони у складі «Лаваля» та паризького «Расінга», після чого вирішив завершити ігрову кар'єру.

## Виступи за збірну
Навесні 1975 року провів свою єдину гру у складі національної збірної Франції.

## Кар'єра тренера
Розпочав тренерську кар'єру, ще продовжуючи грати на полі, 1984 року, ставши граючим тренером «Расінга» (Париж). У першому сезоні не зумів зберегти за командою місце у Лізі 1, проте вже за рік повернув «Расінг» до елітного французького дивізіону, а згодом у сезоні 1986/87 втримав його в еліті.
Згодом протягом 1987–1991 років працював з друголіговими «Валансьєнном» і «Ніором», після чого повернувся до Ліги 1, прийнявши пропозицію очолити влітку 1991 року тренерський штаб «Тулузи». Тренував команду з Тулузи протягом одного повного сезону, а після невдалого початку другого був звільнений.
Протягом 1993–1998 років тренував «Шатору», з яким спочатку не втримався у Лізі 2, згодом повернувся до другого за силою французького дивізіону, а 1997 року уперше у своїй історії пробився до елітної Ліги 1. В еліті новачок не втримався, понизившись у класі вже за результатами сезону 1997/98, після чого Звунка команду залишив.
Провівши протягом 1998–2000 років по одному сезону у друголігових «Ніцці» та «Ам'єні», уперше був запрошений за кордон — 2001 року працював у Швейцарії з «Лозанною». Решту 2000-х провів на батьківщині, де працював з дргуоліговими «Лавалєм», «Шатору», «Геньоном» та «Генгамом». 2009 року привів останню команду до сенсаційної перемоги у тогорічному розіграші Кубка Франції, у фіналі якого «Генгам» здолав вищоліговий «Ренн».
У 2010-х продовжував активно тренувати, змінивши низку клубних команд. Крім португальського «Навала» і декількох представників французької Ліги 2 працював з африканськими командами — в Алжирі з «Белуїздадом», з командою «Гороя» у Гвінеї та з  «Клуб Африкен» і «Шеббою» в Тунісі.
Наразі останнім місцем тренерської роботи був «Тулон», головним тренером команди якого Віктор Звунка був з 2019 по 2020 рік.
| Дата      | Місто | Господарі | Результат | Гості    | Турнір           | Голи | Примітки |
| --------- | ----- | --------- | --------- | -------- | ---------------- | ---- | -------- |
| 26-3-1975 | Париж | Франція   | 2 – 0     | Угорщина | товариський матч | -    |          |
| Усього    |       | Матчів    | 1         |          | Голів            | 0    |          |

## Титули і досягнення

### Як гравця
- Володар Кубка Франції (1):

«Марсель»: 1975/76

### Як тренера
- Володар Кубка Франції (1):

«Генгам»: 2008/09